# Marina Tucaković
Marina Tucaković (Beograd, 4. studenog 1953. – Beograd, 19. rujna 2021.) bila je srbijanska autorica glazbenih tekstova.

## Karijera
Prvi glazbeni uspjeh imala je s grupom Zana i kultnim glazbenim hitom Dodirni mi kolena iz 1982. godine. Pjesmu su mnogi poslije prepjevali, a u Hrvatskoj je poznata u interpretaciji Severine. Surađivala je s najvećim glazbenim izvođačima u regiji. Autorica je tekstova hitova Miše Kovača, Olivera Dragojevića, Zdravka Čolića, grupe Magazin, Bijelog dugmeta, Toše Proeskog, Jelene Karleuše, Dragane Mirković, Lepe Brene, Mire Škorić, Cece i drugih.
U prosincu 2008. godine preminuo joj je sin Miloš. Zbog njegove se smrti povukla iz reality showa Operacija trijumf gdje je sudjelovala kao član ocjenjivačkoga žirija. Sinu je posvetila pjesmu Mišo moj koju je otpjevala Ana Nikolić.

## TV nastupi
- Operacija trijumf – član žirija
- Pinkove zvezde – član žirija